# Мелхиор фон Хатцфелд
Мелхиор Фридрих Готфрид фон Хатцфелд (на немски: Melchior Friedrich Gottfried Graf von Gleichen und Hatzfeldt, Herr zu Trachenberg; * 10 октомври 1593, дворец Кротторф, при Фризсенхаген, окръг Алтенкирхен във Вестервалд; † 9 януари 1658, Повидцко при Трахенберг, Полша) е граф на Хатцфелд-Глайхен, австрийски пълководец, имперски фелдмаршал през Тридесетгодишна война при Албрехт фон Валенщайн и Матиас Галас. Той е господар на Трахенберг, Васербург, Глайхен, замък Шьонщайн ан дер Зиг, господар на Кротторф.

## Биография
Той е вторият син на Себастиан фон Хатцфелд (1566 – 1630), който е съветник в Курфюрство Майнц, 1605 – 1616 г. оберамтман, съдия в Айхсфелд в Хайлигенщат, и първата му съпруга Луция цу Зикинген (1569 – 1603), правнучка на Франц фон Зикинген, дъщеря на съветника Франц фон Зикинген (1539 – 1597) и Анна Мария фон Фенинген († 1582). Баща му Себастиан се жени още три пъти.
Брат е на Хайнрих Фридрих фон Хатцфелд († 1647 в Кротторф), фрайхер, приор в „Св. Стефан“ в Майнц, Франц фон Хатцфелд († 1642), княжески епископ на Вюрцбург (1631 – 1642) и Бамберг 1633 – 1642), и на Херман фон Хатцфелд-Глайхен († 1673), граф на 27 май 1635 г. във Виена.
Първоначално Мелхиор, както по-малкият му брат Франц фон Хатцфелд, е определен за духовна кариера. Той преминава обучение във Фулда, където посещава папския семинар на йезуитите, става дякон. Той следва във Вюрцбург, от 1613 г. в университета Понт-а-Мусон и Бурж. През 1620 г. става офицер в императорския регимент „Алтзаксен“ и при Валенщайн става генералфелдцьогмайстер.
През 1631 г. умира последният граф фон Глайхен, и братята Мелхиор и Херман получават от Курфюрство Майнц през 1639 г. двореца и имението Глайхен.
През 1632 г. Мелхиор фон Хатцфелд е полковник и 1633 г. фелдмаршал-лейтенант. При битката за Регенсбург против шведите той е ранен през нощта на дясната буза и крака на 5 юни 1634 г. Куршумът остава в крака му и той няколко седмици се бори със смъртта. Той се излекува във Виена и към края на септември 1634 г. отново е във войската. През 1635 г. става фелдмаршал и имперски граф фон Хатцфелд и 1640 г. граф цу Глайхен.
След убийството на Валенщайн през февруари 1634 г. служи при Галас. Той спечелва племенното господство Трахенберг (Жмигрод).
На 27 май 1635 г., заедно с брат му Херман и братовчед му Волфрам Хайнрих, е издигнат на имперски граф и получава дори правото да сече златни и сребърни монети. През 1641 г. той построява като воден замък дворец Кроторф.
На 6 март 1645 г. Мелхиор попада в шведски затвор, но е сменен след кратко време. През 1646 г. прекратява службата си в императорската войска, но през 1657 г. като генерал-фелдмаршал ръководи 16 000 мъже от императорската войска в помощ на полския крал Ян II Кажимеж против Карл Х Густав от Швеция и завладява Краков. Той се връща в имотите си в Силезия и след няколко месеца умира на 9 януари 1658 г. при Трахенбург в дворец Повидцко при Трахенбург. Tрупът на Мелхиор фон Хатцфелд е погребан в Праузнитц, сърцето му в църквата „Бергкирхе“ „Лауденбах“ (Вайкерсхайм). В двете църкви му построяват много красиви гробове.
Мелхиор умира неженен и без наследници, брат му Херман го наследява. Фамилията Хатцфелд съществува и днес.